# Liste der Naturdenkmale in Neckargemünd
| Naturdenkmale | Anzahl |
| ------------- | ------ |
| FND           | 0      |
| END           | 8      |
| Gesamt        | 8      |

Die Liste der Naturdenkmale in Neckargemünd nennt die verordneten Naturdenkmale (ND) der im baden-württembergischen Rhein-Neckar-Kreis liegenden Stadt Neckargemünd. In Neckargemünd gibt es insgesamt acht als Naturdenkmal geschützte Objekte, keines ist ein flächenhaftes Naturdenkmal (FND), alle sind Einzelgebilde-Naturdenkmale (END).
Stand: 1. November 2016.

## Einzelgebilde (END)
| Name                           | Bild           | Kennung     | Einzelheiten | Position | Fläche Hektar | Datum         |
| ------------------------------ | -------------- | ----------- | ------------ | -------- | ------------- | ------------- |
| Esskastanie Altes Schulhaus    | BW             | 82260560015 | Neckargemünd | ⊙        | 0,0           | 26. Feb. 2004 |
| Friedenslinde Dilsberg         | BW             | 82260560006 | Neckargemünd | ⊙        | 0,0           | 26. Feb. 2004 |
| Platane Güterbahnhof           | BW             | 82260560008 | Neckargemünd | ⊙        | 0,0           | 26. Feb. 2004 |
| Purpurbuche                    | BW             | 82260560004 | Neckargemünd | ⊙        | 0,0           | 26. Feb. 2004 |
| Rosskastanie Mückenloch        | BW             | 82260560007 | Neckargemünd | ⊙        | 0,0           | 26. Feb. 2004 |
| Roteiche Friedhof              | BW             | 82260560005 | Neckargemünd | ⊙        | 0,0           | 26. Feb. 2004 |
| Tulpenbaum evang. Kirche       | ND hinter Turm | 82260560010 | Neckargemünd | ⊙        | 0,0           | 26. Feb. 2004 |
| Winterlinde Rainbach Lochmühle | BW             | 82260560003 | Neckargemünd | ⊙        | 0,0           | 26. Feb. 2004 |
| Legende für Naturdenkmal       |                |             |              |          |               |               |